# Lego Rock Band
Lego Rock Band — музыкальная игра, разработанная компаниями Harmonix Music Systems, Traveller’s Tales и Backbone Entertainment (версия для DS) для игровых платформ PlayStation 3, Xbox 360, Wii и Nintendo DS. Релиз игры состоялся 3 ноября 2009 года в США, 25 ноября 2009 в Австралии и 27 ноября 2009 в Европе.
Геймплей Lego Rock Band схож с остальными играми серии Rock Band, однако в этой игре есть возможность создать собственного персонажа из кирпичиков Lego. Саундтрек игры включает в себя 45 песен, которые, по словам разработчиков, были отобраны так, чтобы создать семейную игру. Игра также поддерживает и загружаемые треки других игр серии, кроме Rock Band 3.
Lego Rock Band была встречена в основном положительными отзывами критиков. Многие рецензенты отметили необычность игры, однако были и те, кто раскритиковал некоторые новые особенности, которые, по их мнению, противоречат целевой аудитории игры.

## Игровой процесс

Геймплей Lego Rock Band. На скриншоте Брайан Мэй (слева) и Фредди Меркьюри (справа).

Lego Rock Band основывается на том же геймплее, что и остальные игры Rock Band, хотя и имеет некоторые нововведения, как, например, создание собственного музыканта. В начале каждой песни игроку предоставляется возможность выбрать уровень сложности: «супер лёгкий», «лёгкий», «средний», «трудный» и «эксперт». Управление в игре производится с помощью 3-х специальных контроллеров: гитары, ударной установки и микрофона. Игроки имитируют исполнение музыки, используя эти контроллеры для воспроизведения проходящих на экране нот (показанных в виде кирпичиков Lego). Для гитары требуется зажимать цветные клавиши (лады), а также ударять по клавише, имитирующей струну. Для ударной установки нужно бить в соответствующий по цвету барабан и нажимать педаль для игры на бас-барабане. Для исполнения вокальных партий используется микрофон. Игрок может петь в любой другой октаве относительно вокальной партии, представленной в песне. Специальный индикатор отображает точность исполнителя по сравнению с оригиналом. За успешное попадание в ноты игроку начисляются очки, которые пополняют его «энергетическую фазу». Когда фаза игрока заполнена, появляется возможность активировать режим «овердрайв», который повышает число очков. За определённое количество очков, полученных во время песни, игроку присваиваются звёзды. Если игроку не удаётся попасть в ноты, то «энергетическая фраза» постепенно теряет очки. Когда «фраза» полностью опустошается, игрок покидает игру, из-за чего также происходит уменьшение итогового счёта и всей группы.

## Режимы игры
Основной режим игры — «Story Mode», устроен также, как и «Tour Mode», присутствовавший в других играх серии Rock Band. В этом режиме игрок идёт по карьерной лестнице рок-музыканта, начинающейся с концертов. По окончании каждого концерта игроки получают различные объекты, которые они могут использовать, чтобы изменить своего персонажа, «рок-прибежище» или купить новых музыкантов. В «Story Mode» есть также специальные концерты под названием «Rock Power Challenges», на которых игроки могут использовать свою «мощь рока», чтобы выполнить какую-либо задачу, например, снести здание или убежать от динозавра.
В игре также присутствует режим «Free Play», позволяющий игроку сыграть любую выбранную песню.

## Версия для Nintendo DS
Версия игры для Nintendo DS похожа на Rock Band Unplugged для PSP и Rock Band 3 для Nintendo DS. Основным отличием DS-версии игры является то, что игрок отыгрывает партии за всех четырёх участников рок-группы. На экране на переднем плане располагается гриф с четырьмя дорожками и панелью с кнопками. Во время каждой песни по дорожкам движутся ноты. Когда ноты доходят до панели, игрок должен нажать соответствующую дорожке кнопку. После удачного исполнения партии одного инструмента, игрок должен переключиться на другой. Если нота была пропущена, то сыгранная партия не засчитывается. Для управления на Nintendo DS игрок должен использовать сенсорный экран и фронтальные кнопки консоли. Какие-либо периферийные устройства в игре не используются.

## Саундтрек
| Песня                                  | Исполнитель                  | Десятилетие | Жанр             | DS-версия |
| -------------------------------------- | ---------------------------- | ----------- | ---------------- | --------- |
| «A-Punk»                               | Vampire Weekend              | 2000-е      | Рок              | зелёная ✓ |
| «Accidentally In Love»                 | Counting Crows               | 2000-е      | Рок              | зелёная ✓ |
| «Aliens Exist»                         | Blink-182                    | 1990-е      | Панк             | ❌        |
| «Breakout»                             | Foo Fighters                 | 1990-е      | Альт. рок        | ❌        |
| «Check Yes Juliet»                     | We the Kings                 | 2000-е      | Эмо              | зелёная ✓ |
| «Crash»                                | The Primitives               | 1980-е      | Поп/Рок          | зелёная ✓ |
| «Crocodile Rock»                       | Элтон Джон                   | 1970-е      | Классический рок | ❌        |
| «Dig»                                  | Incubus                      | 2000-е      | Альт. рок        | ❌        |
| «Dreaming of You»                      | The Coral                    | 2000-е      | Инди-рок         | ❌        |
| «Every Little Thing She Does Is Magic» | The Police                   | 1980-е      | Поп/Рок          | ❌        |
| «Fire»                                 | The Jimi Hendrix Experience  | 1960-е      | Классический рок | ❌        |
| «Free Fallin'»                         | Том Петти                    | 1980-е      | Классический рок | зелёная ✓ |
| «Ghostbusters»                         | Ray Parker Jr.               | 1980-е      | Диско            | зелёная ✓ |
| «Girls & Boys»                         | Good Charlotte               | 2000-е      | Поп/Рок          | зелёная ✓ |
| «Grace»                                | Supergrass                   | 2000-е      | Альт. рок        | зелёная ✓ |
| «I Want You Back»                      | The Jackson 5                | 1960-е      | Поп/Рок          | зелёная ✓ |
| «In Too Deep»                          | Sum 41                       | 2000-е      | Панк             | зелёная ✓ |
| «Kung Fu Fighting»                     | Carl Douglas                 | 1970-е      | Поп/Рок          | зелёная ✓ |
| «Let’s Dance»                          | Дэвид Боуи                   | 1980-е      | Глэм-рок         | зелёная ✓ |
| «Life Is a Highway»                    | Rascal Flatts                | 2000-е      | Кантри           | зелёная ✓ |
| «Make Me Smile (Come Up and See Me)»   | Steve Harley & Cockney Rebel | 1970-е      | Рок              | ❌        |
| «Monster»                              | The Automatic                | 2000-е      | Альт. рок        | зелёная ✓ |
| «Naïve»                                | The Kooks                    | 2000-е      | Инди-рок         | ❌        |
| «Real Wild Child»                      | Everlife                     | 2000-е      | Поп/Рок          | ❌        |
| «Ride a White Swan»                    | T. Rex                       | 1970-е      | Глэм-рок         | ❌        |
| «Rooftops (A Liberation Broadcast)»    | Lostprophets                 | 2000-е      | Рок              | ❌        |
| «Ruby»                                 | Kaiser Chiefs                | 2000-е      | Инди-рок         | зелёная ✓ |
| «Short and Sweet»                      | Spinal Tap                   | 2000-е      | Рок              | ❌        |
| «So What»                              | Pink                         | 2000-е      | Поп/Рок          | зелёная ✓ |
| «Song 2»                               | Blur                         | 1990-е      | Альт. рок        | зелёная ✓ |
| «Stumble and Fall»                     | Razorlight                   | 2000-е      | Рок              | ❌        |
| «Suddenly I See»                       | KT Tunstall                  | 2000-е      | Рок              | зелёная ✓ |
| «Summer of '69»                        | Брайан Адамс                 | 1980-е      | Рок              | ❌        |
| «Swing, Swing»                         | The All-American Rejects     | 2000-е      | Эмо              | зелёная ✓ |
| «The Final Countdown»                  | Europe                       | 1980-е      | Метал            | зелёная ✓ |
| «The Passenger»                        | Игги Поп                     | 1970-е      | Рок              | зелёная ✓ |
| «Thunder»                              | Boys Like Girls              | 2000-е      | Эмо              | ❌        |
| «Tick Tick Boom»                       | The Hives                    | 2000-е      | Панк             | ❌        |
| «Two Princes»                          | Spin Doctors                 | 1990-е      | Альт. рок        | зелёная ✓ |
| «Valerie»                              | The Zutons                   | 2000-е      | Поп/Рок          | ❌        |
| «Walking on Sunshine»                  | Katrina & the Waves          | 1980-е      | Поп/Рок          | зелёная ✓ |
| «We Are the Champions»                 | Queen                        | 1970-е      | Классический рок | зелёная ✓ |
| «We Will Rock You»                     | Queen                        | 1970-е      | Классический рок | зелёная ✓ |
| «Word Up!»                             | Korn                         | 2000-е      | Ню-метал         | ❌        |
| «You Give Love a Bad Name»             | Bon Jovi                     | 1980-е      | Рок              | ❌        |

## Реакция критиков
| Сводный рейтинг    | Сводный рейтинг | Сводный рейтинг                                                          | Сводный рейтинг | Сводный рейтинг                                                          |
| Издание            | Оценка          | Оценка                                                                   | Оценка          | Оценка                                                                   |
| Издание            | DS              | PS3                                                                      | Wii             | Xbox 360                                                                 |
| ------------------ | --------------- | ------------------------------------------------------------------------ | --------------- | ------------------------------------------------------------------------ |
| GameRankings       | 78,86 %         | 76,40 %                                                                  | 69,50 %         | 73,00 %                                                                  |
| Metacritic         | 80/100          | 75/100                                                                   | 70/100          | 71/100                                                                   |
| Иноязычные издания |                 |                                                                          |                 |                                                                          |
| Издание            | Оценка          | Оценка                                                                   | Оценка          | Оценка                                                                   |
| Издание            | DS              | PS3                                                                      | Wii             | Xbox 360                                                                 |
| 1UP.com            | N/A             | B+                                                                       | N/A             | B+                                                                       |
| Eurogamer          | N/A             | 7/10                                                                     | N/A             | 7/10                                                                     |
| Game Informer      | N/A             | 8/10                                                                     | 8/10            | 8/10                                                                     |
| GamePro            | N/A             | [ 11 ]                                                                   | [ 11 ]          | [ 11 ]                                                                   |
| GameSpot           | N/A             | 7,5/10                                                                   | 7/10            | 7,5/10                                                                   |
| GameSpy            | N/A             | 3 из 5 звёзд · 3 из 5 звёзд · 3 из 5 звёзд · 3 из 5 звёзд · 3 из 5 звёзд | N/A             | 3 из 5 звёзд · 3 из 5 звёзд · 3 из 5 звёзд · 3 из 5 звёзд · 3 из 5 звёзд |
| GamesRadar+        | 8/10            | 8/10                                                                     | 7/10            | 8/10                                                                     |
| IGN                | 8,4/10          | 7/10                                                                     | 5,5/10          | 7/10                                                                     |
| ONM                | N/A             | N/A                                                                      | 58 %            | N/A                                                                      |
| TeamXbox           | N/A             | N/A                                                                      | N/A             | 8,3/10                                                                   |

Lego Rock Band получила в основном положительные отзывы от критиков. Сайт Game Informer дал игре 8 из 10, хваля некоторые нововведения в игре, но критикуя саундтрек, который, по мнению сайта, «составлен как попало». Джек Деврис из IGN дал версиям для PlayStation 3 и Xbox 360 7 из 10, называя игру «восхитительной» и «чертовски симпатичной», хотя позже Дервис раскритиковал слишком маленький выбор песен. Версия для Wii была менее положительно воспринята IGN. Сайт присудил Wii-версии всего 5.5 из 10, назвав игру ужасной. Lego Rock Band для Nintendo DS получила 8.4 из 10 от Крэйга Харриса из IGN, который назвал DS-версию более «свежей» по сравнению с версиями для домашних консолей. GameTrailers дал игре 7.9 из 10, однако раскритиковав нехватку особенностей из предыдущих игр серии.
Lego Rock Band была номинирована на премию «Academy of Interactive Arts & Sciences» в категории «лучшая семейная игра», но проиграла The Beatles: Rock Band. Среди кандидатов также были Guitar Hero 5, Wii Fit Plus и Wii Sports Resort.
К марту 2010 года игра была продана тиражом более 600,000 экземпляров.